# Shane Kelly
Shane John Kelly (Ararat, 7 de enero de 1972) es un deportista australiano que compitió en ciclismo en la modalidad de pista, especialista en las pruebas de velocidad por equipos, contrarreloj y keirin.
Participó en cinco Juegos Olímpicos de Verano, entre los años 1992 y 2008, obteniendo en total tres medallas: plata en Barcelona 1992 (1 km contrarreloj), bronce en Sídney 2000 (misma prueba) y bronce en Atenas 2004 (keirin).
Ganó catorce medallas en el Campeonato Mundial de Ciclismo en Pista entre los años 1993 y 2006.
En 2004 fue condecorado con la Medalla de la Orden de Australia (OAM).

## Medallero internacional
| Juegos Olímpicos   | Juegos Olímpicos             | Juegos Olímpicos  | Juegos Olímpicos      |
| Año                | Lugar                        | Medalla           | Competición           |
| ------------------ | ---------------------------- | ----------------- | --------------------- |
| 1992               | Barcelona (España)           | Medalla de plata  | 1 km contrarreloj     |
| 2000               | Sídney (Australia)           | Medalla de bronce | 1 km contrarreloj     |
| 2004               | Atenas (Grecia)              | Medalla de bronce | Keirin                |
| Campeonato Mundial |                              |                   |                       |
| Año                | Lugar                        | Medalla           | Competición           |
| 1993               | Hamar (Noruega)              | Medalla de plata  | 1 km contrarreloj     |
| 1994               | Palermo (Italia)             | Medalla de bronce | 1 km contrarreloj     |
| 1995               | Bogotá (Colombia)            | Medalla de oro    | 1 km contrarreloj     |
| 1996               | Mánchester (Reino Unido)     | Medalla de oro    | Velocidad por equipos |
| 1996               | Mánchester (Reino Unido)     | Medalla de oro    | 1 km contrarreloj     |
| 1997               | Perth (Australia)            | Medalla de oro    | 1 km contrarreloj     |
| 1997               | Perth (Australia)            | Medalla de bronce | Velocidad por equipos |
| 1998               | Burdeos (Francia)            | Medalla de plata  | Velocidad por equipos |
| 1998               | Burdeos (Francia)            | Medalla de plata  | 1 km contrarreloj     |
| 1999               | Berlín (Alemania)            | Medalla de plata  | 1 km contrarreloj     |
| 2002               | Ballerup (Dinamarca)         | Medalla de bronce | 1 km contrarreloj     |
| 2003               | Stuttgart (Alemania)         | Medalla de plata  | 1 km contrarreloj     |
| 2005               | Los Ángeles (Estados Unidos) | Medalla de bronce | Keirin                |
| 2006               | Burdeos (Francia)            | Medalla de bronce | Velocidad por equipos |